# Vibrac (Charente)
Vibrac ist eine westfranzösische Gemeinde mit 294 Einwohnern (Stand: 1. Januar 2022) im Département Charente in der Region Nouvelle-Aquitaine (vor 2016 Poitou-Charentes). Die Gemeinde gehört zum Arrondissement Cognac und zum Kanton Charente-Champagne. Die Einwohner werden Vibracais genannt.

## Lage
Vibrac liegt etwa 15 Kilometer westlich von Angoulême an der Charente, die die Gemeinde im Süden und Westen begrenzt. Umgeben wird Vibrac von den Nachbargemeinden Moulidars im Norden und Nordosten, Saint-Simeux im Süden und Osten, Angeac-Charente im Süden und Westen sowie Saint-Simon im Westen und Nordwesten.

## Bevölkerungsentwicklung
| Jahr                       | 1962 | 1968 | 1975 | 1982 | 1990 | 1999 | 2006 | 2018 | 2015 |
| Einwohner                  | 225  | 246  | 266  | 232  | 223  | 244  | 290  | 282  | 298  |
| Quellen: Cassini und INSEE |      |      |      |      |      |      |      |      |      |

## Sehenswürdigkeiten
- Kirche Saint-Pierre aus dem 12. Jahrhundert, Monument historique seit 1974
- Burgruine Vibrac aus dem 15. Jahrhundert

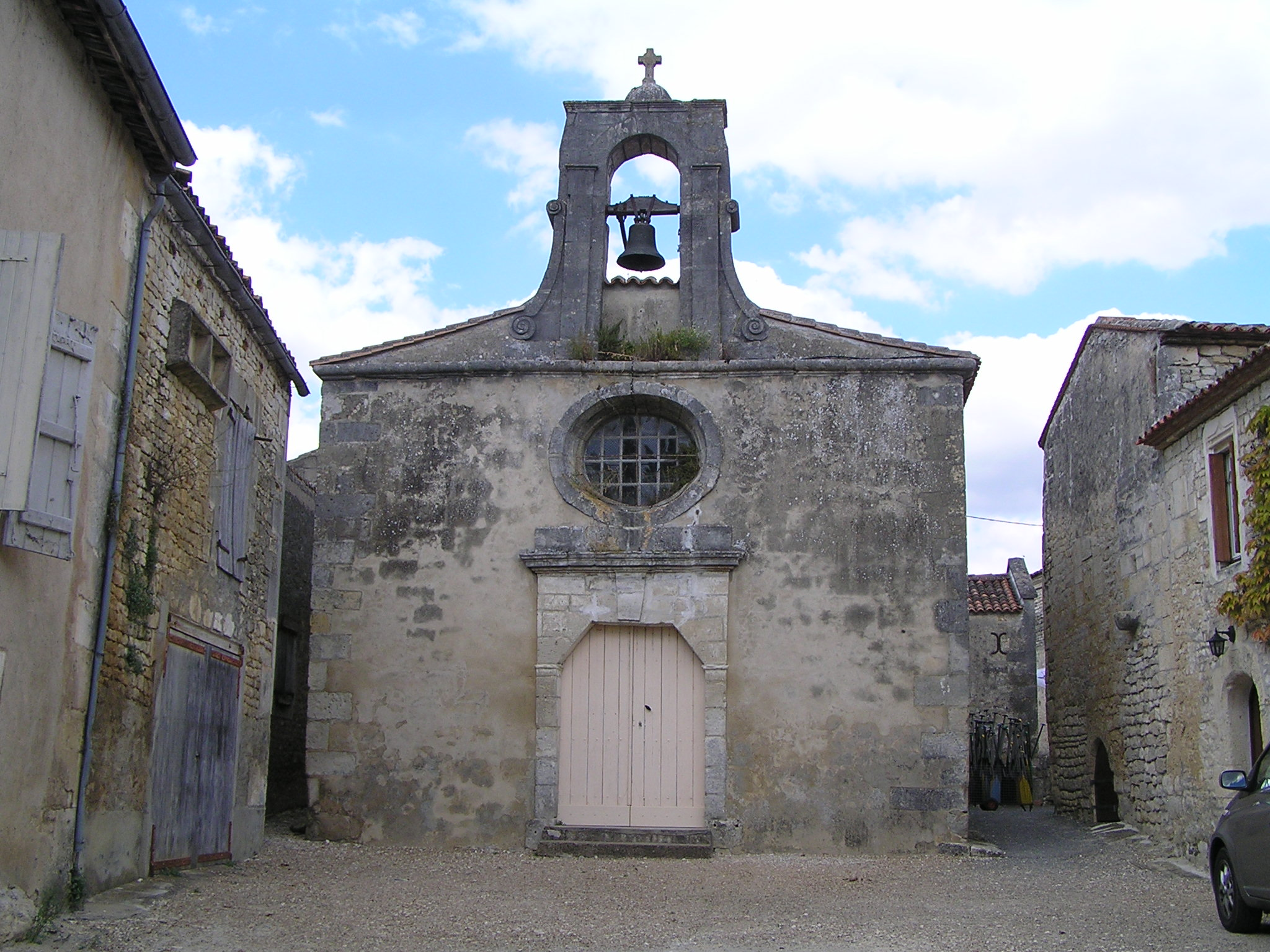
Kirche Saint-Pierre

- Brücke von Bouet